# Liste der Kreisstraßen im Landkreis Kusel
Die Liste der Kreisstraßen im Landkreis Kusel ist eine Auflistung der Kreisstraßen im rheinland-pfälzischen Landkreis Kusel.

## Abkürzungen
- K: Kreisstraße
- L: Landesstraße

## Liste
Die Kreisstraßen behalten die ihnen zugewiesene Nummer in der Regel nicht bei einem Wechsel in einen anderen Landkreis oder in eine kreisfreie Stadt. Nicht vorhandene bzw. nicht nachgewiesene Kreisstraßen werden in Kursivdruck gekennzeichnet, ebenso Straßen und Straßenabschnitte, die unabhängig vom Grund (Herabstufung zu einer Gemeindestraße oder Höherstufung) keine Kreisstraßen mehr sind. 
Der Straßenverlauf wird in der Regel von Nord nach Süd und von West nach Ost angegeben.
| Nr.  | Verlauf |
| ---- | --- |
| K 1  | Zufahrt zum Autobahnrastplatz Waldmohr – L 355                                                                                                |
| K 2  | in Waldmohr – Landesgrenze – (L 225 im Saarland)                                                                                              |
| K 3  | (L 117 im Saarland) – Landesgrenze – in Waldmohr                                                                                              |
| K 4  | L 354 – Dunzweiler – Schmittweiler – in Kübelberg                                                                                             |
| K 5  | L 354 in Breitenbach – L 355 in Altenkirchen                                                                                                  |
| K 6  | in Brücken (Pfalz) – L 355 |
| K 7  | in Brücken (Pfalz) – Haseldell – K 8 |
| K 8  | in Steinbach am Glan – Börsborn – K 10 – K 7 – Gries – K 9 – Kreisgrenze – (K 75 im Landkreis Kaiserslautern)                                 |
| K 9  | K 8 in Gries – L 356 in Sand |
| K 10 | K 8 in Börsborn – L 358 in Dietschweiler |
| K 11 | (L 307 im Saarland) – Landesgrenze – L 352 in Krottelbach                                                                                     |
| K 12 | K 13 – L 350 in Herschweiler-Pettersheim |
| K 13 | – Langenbach – K 12 – L 350 |
| K 14 | (L 317 im Saarland) – Landesgrenze – Herchweiler – K 57 – – Albessen – K 15 – Ehweiler – K 16 –                                               |
| K 15 | K 14 in Albessen – K 16 in Konken |
| K 16 | K 14 in Ehweiler – Konken – K 15 – |
| K 17 | L 360 in Schellweiler – Etschberg – L 362 |
| K 18 | L 362 in Theisbergstegen – Godelhausen – Eisenbach – in Matzenbach                                                                            |
| K 19 | L 350 in Konken – Wahnwegen – K 20 – L 360 – L 352 – in Henschtal                                                                             |
| K 20 | L 350 in Herschweiler-Pettersheim – K 19 in Wahnwegen                                                                                         |
| K 21 | in Rammelsbach – K 69 – L 362 in Haschbach am Remigiusberg                                                                                    |
| K 22 | in Kusel – Blaubach – Mayweilerhof – K 23 –                                                                                                   |
| K 23 | L 176 in Thallichtenberg – Körborn – K 24 – Dennweiler-Frohnbach – Oberalben – K 22                                                           |
| K 24 | K 23 in Körborn – in Kusel |
| K 25 | – Ulmet – |
| K 26 | in Gumbsweiler – K 27 – K 29 |
| K 27 | K 26 in Gumbsweiler – K 36 – L 368 in Welchweiler                                                                                             |
| K 28 | Obereisenbach – L 373 |
| K 29 | in Glanbrücken – K 26 – L 368 in Horschbach                                                                                                   |
| K 30 | L 368 – Elzweiler |
| K 31 | L 368 – Schneeweiderhof – L 369 in Eßweiler                                                                                                   |
| K 33 | L 364 in Neunkirchen am Potzberg – Kreisgrenze – (K 14 im Landkreis Kaiserslautern)                                                           |
| K 34 | in Mühlbach – Föckelberg – K 35 – L 364 in Neunkirchen am Potzberg                                                                            |
| K 35 | K 34 in Föckelberg – Potzberg |
| K 36 | in Patersbach – K 55 – Bedesbach – Erdesbach – K 27                                                                                           |
| K 37 | K 63 – Buborn – Hausweiler – |
| K 38 | – K 48 in Roßbach |
| K 39 | in Lauterecken – K 40 – L 383 in Hohenöllen                                                                                                   |
| K 40 | K 39 – Cronenberg – Ginsweiler – L 382 |
| K 41 | L 383 in Hohenöllen – L 382 in Reipoltskirchen                                                                                                |
| K 42 | L 382 in Reipoltskirchen – L 383 in Einöllen                                                                                                  |
| K 43 | L 384 – Relsberg – K 70 – Hefersweiler – L 382 – Kreisgrenze – (K 84 im Donnersbergkreis)                                                     |
| K 46 | K 47 in Kreimbach-Kaulbach – in Kreimbach-Kaulbach                                                                                            |
| K 47 | in Kreimbach-Kaulbach – K 46 – Kreisgrenze – (K 31 im Landkreis Kaiserslautern)                                                               |
| K 48 | L 384 in Immetshausen – K 38 – Roßbach – in Rutsweiler an der Lauter                                                                          |
| K 49 | – Tiefenbach – Oberweiler – |
| K 50 | (K 65 im Landkreis Bad Kreuznach) – Kreisgrenze – ohne Abzweig einer klassifizierten Straße – Kreisgrenze – (K 74 im Landkreis Bad Kreuznach) |
| K 51 | L 382 in Odenbach – Kreisgrenze – (K 75 im Landkreis Bad Kreuznach)                                                                           |
| K 53 | Unterjeckenbach – Langweiler – L 373 – Grumbach – K 65 –                                                                                      |
| K 54 | L 358 in Nanzweiler – K 58 – Kreisgrenze – (K 7 im Landkreis Kaiserslautern)                                                                  |
| K 55 | K 36 in Erdesbach – L 368 in Bedesbach |
| K 56 | L 370 in Bosenbach – L 367 in Niederstaufenbach                                                                                               |
| K 57 | (L 317 im Saarland) – Landesgrenze – K 14 in Herchweiler                                                                                      |
| K 58 | K 54 in Nanzweiler – K 59 – L 358 |
| K 59 | K 58 in Nanzweiler – Kreisgrenze – (K 4 im Landkreis Kaiserslautern)                                                                          |
| K 61 | (K 57 im Landkreis Birkenfeld) – Kreisgrenze – Reichweiler – L 349                                                                            |
| K 62 | K 63 – Deimberg – K 63 |
| K 63 | L 373 in Kirrweiler – K 62 – K 37 – in Offenbach-Hundheim                                                                                     |
| K 64 | L 373 in Homberg – Herren-Sulzbach – |
| K 65 | L 373 in Kappeln – K 66 – K 53 – in Grumbach                                                                                                  |
| K 66 | Windhof – K 65 |
| K 67 | K 68 in Hoppstädten – L 373 in Merzweiler |
| K 68 | (K 44 im Landkreis Birkenfeld) – Kreisgrenze – Hoppstädten – K 67 – Kreisgrenze – (K 69 im Landkreis Bad Kreuznach)                           |
| K 69 | L 362 in Haschbach am Remigiusberg – K 21 – Remigiusberg                                                                                      |
| K 70 | K 43 in Relsberg – Kreisgrenze – (K 76 im Landkreis Kaiserslautern)                                                                           |
| K 74 | Niederalben – L 169 |
| K 75 | in Eschenau – Schrammenmühle |
| K 76 | L 355 in Schönenberg-Kübelberg – |
| K 77 | L 379 – Kreisgrenze – (K 8 im Donnersbergkreis)                                                                                               |